# São Sebastião do Oeste
São Sebastião do Oeste is een gemeente in de Braziliaanse deelstaat Minas Gerais. De gemeente telt 5.689 inwoners (schatting 2009).